# Charles August Lindbergh

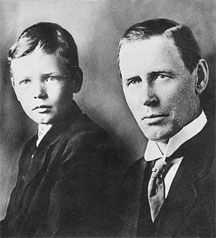
Charles August Lindbergh z synem Charlesem, przyszłym pilotem, ok. 1910

Charles August Lindbergh (ur. 20 stycznia 1859 w Sztokholmie, Szwecja, zm. 24 maja 1924 w Crookston, Minnesota, USA) – amerykański prawnik i polityk, przez 5 kadencji członek Kongresu USA, ojciec sławnego pilota Charlesa Lindbergha.

## Szkic biograficzny
Charles August Lindbergh urodził się jako Carl Olsson, nieślubny syn posła do szwedzkiego sejmu stanowego (Ståndsriksdagen) Ola Månssona i sztokholmskiej kelnerki Lovisy Carlén. Pół roku po jego urodzeniu ojciec wraz z matką wyemigrowali do USA, gdzie przybrali nazwisko Lindbergh, a synowi nadali zamerykanizowane imiona Charles August. Rodzina osiedliła się koło późniejszego Melrose w stanie Minnesota, gdzie ojciec August, dawny Ola, posiadał fermę i tartak na skraju wielkich lasów. Syn Charles tak opisywał dzieciństwo ojca: „jak tylko ojciec na tyle podrósł by móc udźwignąć strzelbę, otrzymał zadanie zaopatrywania rodziny w mięso. Amunicji było mało, tak że przydzielano mu niewiele pocisków i każda kula musiała zestrzelić ptaka. Jeśli chybił, starał się przy następnej próbie ustrzelić dwa ptaki jednym nabojem./.../ Reguła była stosowania tylko w przypadku ptactwa, jeśli przynosił do domu jelenia, nie potrzebował się wyliczać z patronów” (ojciec August sam odlewał kule w swej kuźni, a więc pocisków było niewiele).
Charles August, zwany powszechnie C.A., pobierał pierwsze nauki w rodzinnym miasteczku. Od mn. w 1878 do 1883 studiował prawo na uniwersytecie w Michigan. Studia finansował częściowo jako robotnik kolejowy, częściowo ze sprzedaży futer ze złowionych w lesie koło domu rodziców zwierząt (głównie minków i skunksów). W 1884 rozpoczął praktykę w sądownictwie, później od 1891 do 1893 był prokuratorem hrabstwa Morrison County w stanie Minnesota.
Z ramienia Partii Republikańskiej C.A, został w 1906 wybrany posłem do Izby Reprezentantów i pełnił swój mandat nieprzerwanie przez 5 kadencji 60., 61., 62., 63., i 64. Kongresu. Po rozpoczęciu I wojny światowej zajął stanowisko zdecydowanie izolacjonistyczne, był także przeciwny polityce monetarnej rządu Woodrowa Wilsona i stworzeniu Systemu Rezerwy Federalnej. W roku 1916 kandydował bezskutecznie na urząd senatora stanu Minnesota, a tuż przed śmiercią został obwołany kandydatem na gubernatora tego stanu z ramienia nowo stworzonej Partii Robotniczo-Chłopskiej Minnesoty („Minnesota Farmer-Labor Party”).

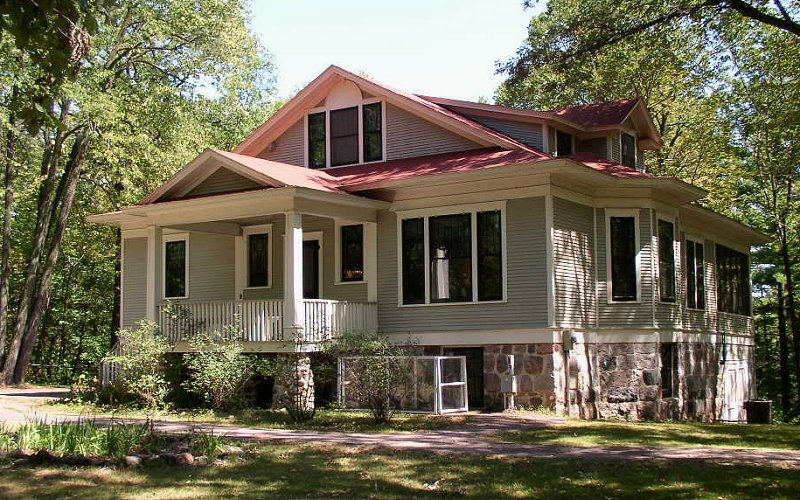
Dom Lindberghów w Little Falls

Po przystąpieniu USA do wojny (1917) Lindbergh wycofał się z polityki i zajął się rolnictwem (od 1900 posiadał w miejscowości Little Falls fermę /dziś: muzeum/ ze 120 morgami ziemi i lasem) i spekulacjami gruntowymi. Zmarł na nowotwór mózgu w Crookston, Minnesota. Nie chciał mieć żadnego grobu, syn Charles rozsiał po kremacji zwłok prochy ojca nad rzeką Sauk River w pobliżu miejsca, gdzie niegdyś stał dom dziadków Lindberghów
C. A. był dwukrotnie żonaty: od 1887 z Mary Lafond (zm. 1898 na gruźlicę płuc), z którą miał dwie córki, i od 1901 z Evangeline Lodge Land (1876–1954) z Detroit, z którą miał jedynego syna Charlesa. Wielkiego triumfu syna (lot transatlantycki, 1927) niestety nie dożył. Pod koniec życia był bardzo aktywny jako deweloper, ale pozostawił bardzo niewielki majątek, głównie działki budowlane, obciążone wielkimi długami bankowymi. Małżeństwo rozpadło się ok. 1909 (nastąpiła separacja), Evangeline powróciła do Detroit, gdzie podjęła pracę jako nauczycielka chemii. Zmarła w 78. roku życia po wieloletnich cierpieniach na chorobę Parkinsona i pochowana została w Detroit w grobach rodziny Lodge-Land.